# Tudor Vornicu
Tudor Vornicu (n. 29 ianuarie 1926, Anghelești, Vrancea – d. 2 aprilie 1989, București) a fost un jurnalist de televiziune, realizator de emisiuni și director de emisiuni de televiziune român.

## Biografie
La 29 ianuarie1926 se năștea Tudor Vornicu, cunoscut ziarist și om de televiziune, la Anghelești, județul Vrancea, într-o familie modestă, tatăl său fiind învățător. Familia din partea mamei era de origine italiană, sosită în România în anul 1892, bunicul său a fost administratorul moșiei prințului Mavrocordat, iar unul dintre unchi a fost proprietarul fabricii de sticlă Azuga. În anul 1930, familia va fi nevoită să se strămute în Delta Dunării, iar copilul Tudor va schimba des școala: Galați, Tulcea, apoi București, la licee de renume, pentru ca în anul 1945 să ia Bacalaureatul, cu rezultate foarte bune, la Liceul „Gheorghe Șincai” din Capitală. În tinerețe a practicat rugby, la echipa bucureșteană Pandurii Tudor Vladimirescu, atletism – probe de viteză și obstacole – și tir. În anul 1948 devine reporter la ziarul „Sportul popular” – fiind coleg cu Max Bănuș și Emanuel Valeriu – unde lucrează până în anul 1956, în această perioadă fiind și colaborator la emisiunile sportive ale Radiodifuziunii Române, în anul 1950 devine absolvent al Academiei Comerciale, în anul 1953 scrie la revista Stadion, iar din 1956 devine reporter la „Scînteia”.În anul 1959 este numit atașat cultural la Ambasada României din Paris, iar un an mai târziu este corespondent la Paris pentru agenția de presă Agerpres. Tudor Vornicu participă, din această postură, la mari evenimente culturale internaționale, în 1961 este trimis special la faimosul „Proces Eichmann”, de la Ierusalim, a comentat Olimpiadele de la Roma din 1960 și Melbourne, în 1964 – acestea fiind subiectele a două cărți pe care le-a scris Vornicu -, a transmis, de la fața locului, momentul în care Charles de Gaulle devenea cel de-al 18-lea președinte francez, a relatat în direct despre vizita lui Nikita Hrușciov, succesorul lui Stalin, la Paris și a intrat în contact cu mari nume ale lumii artistice și culturale occidentale. Anii petrecuți la Paris l-au molipsit de microbul televiziunii, avându-l ca model pe Leon Zitrone personalitate de prim rang, timp de mai mulți ani, a Televiziunii Franceze. În anul 1965, este rechemat de la Paris și este numit șef al redacției Actualități a Televiziunii Române, instituție în cadrul căreia a militat pentru un proces de modernizare, după model francez, mai ales prin introducerea unor emisiuni de divertisment de calitate. În televiziune a fost, mai apoi, redactor-șef la redacția emisiunilor culturale, director de programe și director adjunct al TVR. Tudor Vornicu a realizat mai multe emisiuni de divertisment, magazine culturale și programe de tip variete, deosebit de apreciate în acea perioadă, fiind și  director coordonator al Festivalului Cerbul de Aur. Printre emisiunile pe care le-a realizat se numără „De la A la… Infinit”, „Studio N”, „Mozaic duminical”, „Fotograme din realitate”, „Album duminical”, „Post Meridian”, „Punct”, „Contrapunct”, „Gala Desenului Animat”, „Metamorfoze”, „Cum vă place?” sau „Parada duetelor”.Mulți dintre noi rememorează cu nostalgie și Revelioanele realizate de Tudor Vornicu, la care au participat ani la rând, cei mai importanți artiști ai țării. La 20 iulie 1969, a transmis în direct la televiziune, alături de Andrei Bacalu și Ion Petru, unul dintre cele mai importante evenimente, primul pas al omului pe Lună, însă s-a remarcat și prin interviuri de excepție realizate cu mari personalități ale vremurilor, cum au fost Charles de Gaulle, Tudor Arghezi, G.A.Nasser al Egiptului, Ion Popescu Gopo, împăratul Haile Selassie al Etiopiei sau Corneliu Coposu. Fire perfecționistă, Tudor Vornicu pierdea nopți în șir muncind la emisiunile pe care le gândise iar pregătirea programelor de Revelion îl secau efectiv de puteri, după cum spuneau apropiații. A fost căsătorit, prima dată, cu Ella Șoș, fostă campioană la aruncarea discului, care s-a numărat printre primele trei săritoare la înălțime între 1950 și 1956 și a fost prezentă pe podium de nu mai puțin de 15 ori. Cea de-a doua sa soție a fost Lucia Radu, multiplă campioană națională și internațională la atletism, cu care s-a căsătorit în anul 1958, la Paris. Cei doi au divorțat în anul 1963.S-a recăsătorit pentru a treia și ultima oară cu Mariana Vasilescu, femeia care îi va dărui doi copii, pe Smaranda și pe Bogdan. În anul 1978, a primit Marele premiu „Antena de chihlimbar” la Festivalul Internațional de Programe Muzicale de la Sopot, pentru „Ocolul lumii în 20 de melodii” iar în 1988, a obținut Premiul special al juriului ACIN 1988 pentru întreaga activitate și pentru contribuția deosebită adusă la crearea unei școli a documentarului românesc de televiziune. Tudor Vornicu a murit la 2 aprilie 1989, la București, la scurtă vreme după ce fusese marginalizat în televiziune. Trei zile mai târziu a fost înmormântat la Cimitirul Bellu, fiind condus pe ultimul drum de o mulțime imensă de oameni care l-au prețuit. În anul 2008, a apărut, la Editura Terra din Focșani, volumul biografic „Tudor Vornicu”, scris de Annie Muscă, lansarea având loc la 21 martie 2008, la Sala Radio din București, în organizarea Societății Române de Radiodifuziune. „Dintr-o lungă listă de personaje care mai de care mai interesante, hazardul a făcut ca Tudor Vornicu să fie primul. Poate și pentru faptul că s-a născut undeva în Vrancea… Dar, mai mult decât atât, m-a incitat destinul celor două familii – Gianetti și Vornicu – din îngemănarea cărora s-a născut Tudor Vornicu. A fost suficient să ajung o dată pe urmele bunicilor lui Tudor, în Angheleștii Vrancei, și am fost cucerită de poveștile celor care i-au cunoscut pe italienii din Piemonte și pe Vornicii din ținutul Adjudului. Așa a început biografia lui Tudor Vornicu”, mărturisea autoarea, la 28 mai 2014, la Radio România Cultural, în cadrul emisiunii „Născut în România”, realizată de Mariana Ciolan. Casa de Cultură din Adjud îi poartă numele, la televiziune există studioul „Tudor Vornicu”, un premiu pentru umor îi poartă, de asemenea, numele, Cupa „Tudor Vornicu” este un turneu de fotbal în sală iar Asociația Presei Sportive acordă celor mai buni realizatori de emisiuni de profil, Premiul „Tudor Vornicu”.Tudor Vornicu a avut merite incontestabile în modernizarea Televiziunii Române și la realizarea unor emisiuni de divertisment extrem de apreciate dar și la înființarea unor manifestări culturale de mare anvergură care au rezistat timp de mai mulți ani, cum este Festivalului de muzică „Cerbul de Aur”. La fel de adevărat este faptul că, în acea epocă a compromisurilor, numele său a fost asociat cu Securitatea, însă conform altor opinii, el a îndeplinit doar câteva misiuni mărunte legate de aceasta, intrând apoi în dizgrația regimului comunist.
În 1957 și 1958, căpitanul de Securitate Tudor Vornicu era considerat cel mai cult și mai priceput anchetator din Ministerul de Interne. (I.D. Sîrbu, regizor, fost deținut politic)
https://www.catavencii.ro/tovarasul-tudor-marele-vornic-al-securitatii/

## Televiziunea Română
Tudor Vornicu a fost șef al Redacției Actualități a Televiziunii Române, ulterior realizând și emisiuni de succes, rămase în arhiva televiziunii: „De la A ...la infinit”, „Magazin duminical”, „Fotograme din realitate”, „Studio A”, „Mozaic”. A realizat o serie de interviuri scurte, remarcabile, cu Nichita Stănescu, care au fost difuzate la emisiunea de duminică „Mozaic duminical”.
A fost, timp de mai mulți ani, director de programe al televiziunii publice. 
A obținut Premiul special al juriului ACIN 1988 pentru întreaga activitate și pentru contribuția deosebită adusă la crearea unei școli a documentarului românesc de televiziune. De asemenea, a primit Marele premiu „Antena de chihlimbar” la Festivalul Internațional de Programe Muzicale de la Sopot 1978 pentru „Ocolul lumii în 20 de melodii”.

## Distincții
- Medalia Muncii (19 martie 1955)[1]
- Ordinul Muncii clasa a III-a (26 august 1961) „cu prilejul aniversării a 30 de ani de la apariția ziarului Scînteia, pentru activitatea desfășurată în domeniul presei”[2]